# Thomas Young Duncan

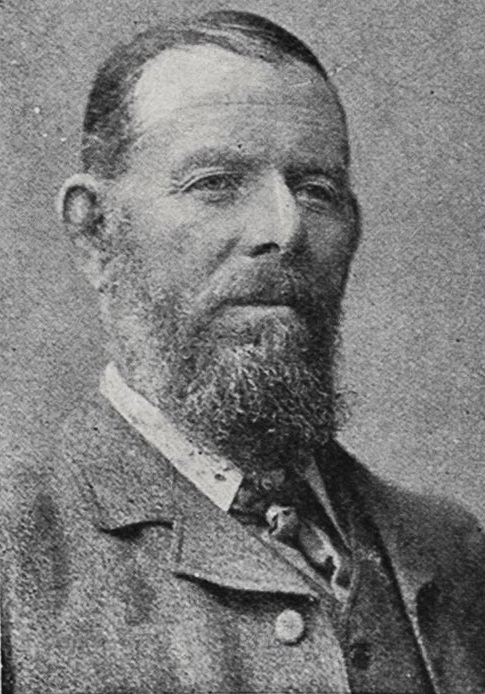
Thomas Young Duncan

Thomas Young Duncan (* 1836 in Plumbridge, County Tyrone, Irland; † 18. August 1914 in Neuseeland) war ein neuseeländischer Politiker der Liberal Party.

## Biografie
Duncan wurde 1836 im nordirischen County Tyrone geboren. Er besuchte die Castledamph National School. 1858 wanderte er nach Victoria aus, wo er auf Goldfeldern arbeitete. 1862 folgte er dem Goldrausch nach Central Otago in Neuseeland. Nach geringem Erfolg wurde er Landwirt in Pukeuri, nördlich von Oamaru, und lebte dort bis zu seinem Tod.
Im Repräsentantenhaus vertrat er den Wahlkreis Waitaki als Parteiloser von 1881 bis 1890 und danach den Wahlkreis Oamaru als Liberaler von 1890 bis 1911, als er von Ernest Lee besiegt wurde. Vom 2. Juli 1900 bis dem 6. August 1906 war er Landwirtschaftsminister unter Premierminister Richard Seddon. Am 13. Juni 1912 wurde er zum Legislative Council ernannt, wo er bis zu seinem Tod im Jahre 1914 saß.